# John Bannerman
John Bannerman – ghański piłkarz grający na pozycji napastnika. W swojej karierze grał w reprezentacji Ghany.

## Kariera klubowa
W swojej karierze piłkarskiej Bannerman grał w klubie Asante Kotoko SC.

## Kariera reprezentacyjna
W reprezentacji Ghany Bannerman zadebiutował w 1982 roku. W tym samym roku został powołany do kadry na Puchar Narodów Afryki 1982. Z Ghaną wywalczył mistrzostwo Afryki, jednak nie rozegrał na tym turnieju żadnego meczu.
W 1984 roku Bannerman został powołany do kadry na Puchar Narodów Afryki 1984. Na tym turnieju zagrał w dwóch meczach grupowych: z Algierią (0:2) i z Malawi (1:0). W kadrze narodowej grał do 1984 roku.